# 99 West on South Temple
La Torre City Creek condominium (en inglés: City Creek condominium tower y también: 99 West City Creek condominium tower; torre condominio 99 West City Creek)  (originalmente conocida como el Templo del Promontorio del Sur) es un edificio de condominios residenciales en el desarrollo City Creek en Salt Lake City, Utah, al oeste del territorio continental de Estados Unidos. El edificio se eleva hasta los 375 pies (114 m) de altura y contiene 30 pisos. La construcción fue terminada antes de la inauguración oficial del centro comercial City Creek. La torre posee 185 unidades residenciales de propiedad individual. 